# Obanliku
L'obanliku és una llengua que es parla al sud-est de Nigèria. Es parla a la LGA d'Obanliku, a l'estat de Cross River.
L'obanliku és una llengua de la família lingüística de les llengües bendi, que formen part de les llengües del riu Cross. Les altres llengües que formen part de la seva família lingüística són l'alege, el bete-bendi, el bekwarra, el bokyi, l'ubang, l'ukpe-bayobiri i l'utugwang-irungene-afrike, totes elles de Nigèria.

## Dialectologia
Els dialectes de l'obanliku són el basang, el bebi, el bishiri, el bisu, el busi, el bebi i el bisiri. Tots són intel·ligibles entre ells. Està relacionat amb l'alege, amb qui té entre un 64 i un 72% de similitud lèxica.

## Ús de la llengua
L'obanliku és una llengua que gaudeix d'un ús vigorós (6a). Tot i que no està estandarditzat, és parlat per a gent de totes les generacions. Gaudeix d'actituds positives, tot i que els joves i nens s'escolaritzen en anglès. La majoria dels parlants d'obanliku també parlen anglès i pidgin i alguns també parlen bete-bendi, tiv i otank.

## Població i religió
El 96% dels 102.000 parlants d'obanliku són cristians. D'aquests, el 75% són protestants, el 15% catòlics i el 10% segueixen esglésies cristianes independents. El 6% restant creuen en religions tradicionals africanes.